# Farum
Farum er en by i Nordsjælland med 20.369 indbyggere  (2025) (inkl. Stavnsholt), beliggende i Furesø Kommune under Region Hovedstaden.
Imellem søerne Farum Sø og Furesø går en nord-sydgående trafikkorridor med motorvej, landevej og jernbane, som til en vis grad deler byen i to dele (kaldet Farum Øst og Farum Vest), idet korridoren kun kan passeres via broer over motorvejen. I øst-vestlig retning går amtsvejen mellem Birkerød og Lynge-Slangerup-Frederikssund lige nord for den hidtidige bymæssige bebyggelse.
Farum hører til Nordsjællands politikreds og hørte indtil 1970 til Ølstykke Herred.
Farum Sogn hører til Farum Pastorat, Hillerød Provsti og Helsingør Stift. Byen lå indtil kommunalreformen 2007 i Farum Kommune.

## Etymologi
Navnet "Farum" består på oldnordisk af "far" i betydningen "vej", "overfartssted" og "-rum" i betydningen "åben plads fremkommet ved rydning".

## Historie
Farums dåbsattest kan siges at være roskildebispens jordebog fra omkring år 1370, som nævner Farum første gang sammen med landsbyerne Bregnerød, Stavnsholt og den senere nedlagte Bodelstorp.

### Fra oldtid til nyere tid
Arkæologiske fund tyder på, at Farums oprindelige placering i forhistorisk tid var ved den vestlige ende af Farum sø, mens Stavnsholt tilsvarende lå ved den vestlige ende af Furesø. Begge steder var der et overgangssted over Mølleåen. Den vigtigste overgang var ved Farum, fordi der her gik en oldtidsvej ("kong Volmers vej") fra kongebyen Lejre til Nordsjælland og videre til Sverige.
I bronzealderen flyttede Farum længere mod nord langs oldtidsvejen, og omkring vikingetid længere mod øst langs Farum sø for at skabe bedre sikkerhed for byen. Det tilsvarende lader til at være sket for Stavnsholt, der således kom til at ligge længere mod øst på nordsiden af Furesø.
I den tidlige middelalder lidt efter år 1100 byggedes Farums første stenkirke, hvoraf dele er bevaret i Farum kirke. Det er uvist, om der tidligere har været en trækirke i Farum.
I 1300-tallet opføres en dæmning ved Fiskebæk, som hæver vandstanden i Farum sø, så oldtidens overgang mod vest oversvømmes og forsvinder. Herefter er det overgangen ved Fiskebæk, som benyttes. Dette forstærkes af, at København får stigende betydning, og det er over Fiskebæk, man passerer, når man skal til Hillerød og Nordsjælland derfra.
Farum sogn hører på dette tidspunkt under biskoppen i Roskilde, der oppebærer indtægterne fra sognet.
Ved reformationen kom Farum i kronens eje.
Byen, de omkringliggende landsbyer og skovene led voldsomt under svenskekrigene i 1600-tallet, og landsbyen Bodelstorp var så ødelagt, at den aldrig blev genopbygget.
Hovedgården "Farumgård", som oprindeligt var opført af roskildebispen, benyttes under enevælden af kronen som belønning til forskellige embedsmænd af sekundær rang.
I 1682 bestod Farum landsby af 19 gårde og 16 huse uden jord. Det samlede dyrkede areal udgjorde 723,0 tønder land skyldsat til 118,20 tønder hartkorn. Dyrkningsformen var trevangsbrug med rotationen 2/1 samt en "Boghuede Wang".
På kongens fødselsdag i 1766 blev 21 gårde i Farum landsby gjort til arvefæstegårde. Hurtigt derefter fulgte landboreformerne med udskiftning af jordene, hvilket stadig tydeligt genfindes i Farums stjerneformede vejnet. Byen overførtes i år 1800 fra København rytterdistrikt til Frederiksborg Amt.
Der begyndte nu en økonomisk fremgangsperiode baseret på intens dyrkning af den frugtbare agerjord, så i 1801 omfattede Farum sogn 125 husstande med godt 600 mennesker.

### Byudviklingen fra ca. 1850 til 1. verdenskrig
Omkring århundredeskiftet blev byen beskrevet således: "Farum (gl. Form Farrum, ɔ: Stedet ved Søen Far; maaske ogsaa af Faare, o: en alfar Overgang) med Kirke, Præstegd., Skole, Apotek, Mølle, Gæstgiveri, Kro, Bageri og 3 Købmænd".
Udviklingen tog fart omkring midten af 1800-tallet. Der etableredes bådfart, hotel, busrute og til sidst – i 1906 – en jernbaneforbindelse i form af Slangerupbanen mellem København (Nørrebro Station) og Slangerup. Dernæst fulgte etablering af bank, telefon, elektricitet, realskole mv. Byggerierne trak byen stadig længere mod øst, hvor stationen var placeret, således at den nu dækkede området langs "bygaden" fra Farum Kirke til stationen.

### Mellemkrigstiden
Farum Stationsby havde 496 indbyggere i 1906, 616 indbyggere i 1911, 600 indbyggere fordelt på 119 husstande i 1916.
Gennem mellemkrigstiden voksede indbyggertallet i Farum Stationsby fra 684 i 1921 til 847 i 1925, 889 i 1930, 911 fordelt på 317 husstande i 1935, 1.273 indbyggere fordelt på 395 husstande i 1940
Allerede i mellemkrigstiden var byplanlæggere opmærksomme på byudviklingen og det voksende behov for at sikre rekreative områder. I Københavnsegnens Grønne Omraader. Forslag til et System af Omraader for Friluftsliv udgivet at Dansk Byplanlaboratorium i 1936 blev det foreslået at opbygge et system af fredede områder forbundne med et net af stier, blandt andet med udgangspunkt i Farum sø syd for Farum. Fra dette skulle udgå et net af stiforbindelser mod sydøst gennem Nørreskov og omkring Furesøen og mod vest til skoven Ganløse Ore og herfra mod syd til Bringemose og Viksø Mose, mod vest til Bastrup Sø, skoven Ganløse Eget med flere områder og mod nordøst til Kattehale Mose og Ravnsholt Skov.

### Efterkrigstiden indtil 1970
Frem til 2. verdenskrig udviklede Farum stationsby sig til en satellitby, adskilt fra hovedstaden og med et vist eget næringsliv men med voksende tilknytning til København. Efter krigen indebar Hovedstadens fortsatte vækst, at også Farum kommune efterhånden blev inddraget i den fremadskridende byudvikling. Farum stationsbys inddragelse i Hovedstadens udvikling afspejles i udviklingen i pendling fra Værløse Kommune til København: i 1948 205 pendlere svarende til 14,4% af de beskæftigede, i 1957 584 pendlere svarende til 26,3% af de beskæftigede.
Farum fortsatte sin udvikling efter 2. verdenskrig: byen havde 1.430 indbyggere fordelt på 423 husstande i 1945, 1.824 indbyggere fordelt på 491 husstande i 1950, 2.358 indbyggere fordelt på 728 husstande i 1955 og 4.101 indbyggere i 1960. Farum blev da regnet som forstad til Hovedstaden.
I 1950-erne omlagdes en del landbrug til gartnerier, som forsynede København med en stor del af byens forbrug af grøntsager.
Den fremadskridende byudvikling i tilknytning til hovedstaden fik også betydning for byplanlægningen. Da den såkaldte "Fingerplan" - Skitseforslag til Egnsplan for Storkøbenhavn - blev offentliggjort i 1947 med sit forslag om at samle den fremtidige byudvikling i hovedstadsområdet langs banelinjer, blev det også forudsat, at Farum med jernbanestation på længere sigt ville vokse til at udgøre en større satellitby adskilt fra Lille Værløse af sø og skov. Byudviklingen var forudset at ske mod nord, idet Farum Sø forhindrede byudvikling mod syd. Fingerplanen førte til vedtagelse af byreguleringsloven i 1949, som forudsatte nedsættelse af et byudviklingsudvalg for Københavns-egnen til planlægning af den fremtidige byudvikling i Hovedstadsområdet i form af en såkaldt byudviklingsplan.
Den 6. oktober 1949 nedsattes et byudviklingsudvalg for Københavns-egnen, som den 2. maj 1951 offentliggjorde "Betænkning vedrørende Partiel Byudviklingsplan nr. 2 for Københavns-egnens byudviklingsområde". Da Farum havde station på jernbanen, regnedes byen som et af de steder, der trafikmæssigt var hensigtsmæssigt for byudvikling, og under indtryk af, at der var begyndende udstykninger, området var byggemodnet i form af kloakering, og at byudviklingen forudsattes ikke at være i konflikt med frednings- og friluftsinteresser, blev udpeget byudviklingsområder i tilknytning til byen lagt i mellemzone, det vil sige skulle kunne inddrages til bebyggelse på længere sigt. Det var forudsat, at Hareskovby ville udvikle sig til et langstrakt men rimeligt klart afgrænset byområde. Der blev regnet med en befolkningsudvikling i kommunen (det vil sige altovervejende i Farum by) fra 2.500 indbyggere i 1950 til 7.000 indenfor de udlagte områder i inderzone og mellemzone tilsammen.
Således gik det ikke. I de følgende år skete der en stærk byudvikling i tilknytning til Farum, som udviklede sig til en fjernforstad til Storkøbenhavn. Den oprindelige byudviklingsplan blev senere opdateret med "Betænkning vedrørende Partiel Byudviklingsplan nr. 7 for Københavns-egnens byudviklingsområde" fra 1966, som for Farum bys vedkommende forudsatte en betydelig udvidelse af det oprindelige byområde. Ganske vist blev en del af de udpegede byudviklingsområder lagt i yderzone, hvilket betød, at deres inddragelse først kunne ske efter fornyet vurdering, men i betænkningen blev der erklæret, at "byudviklingsudvalget erklærer sig sindet at ville overføre arealerne 3, 4a, 5a, 6a og 9a til inderzone eller dispensere til udstykning og bebyggelse, når der foreligger af boligministeriet godkendte planer for arealerne, og disse er gjort byggemodne eller sikret gjort byggemodne."
Følgen af byplanudviklingen var, at mellem 1960 og 1970 fordobledes befolkningstallet og nåede op på ca. 10.000 indbyggere. Der etableredes et industrikvarter nord for byen, og der byggedes boliger og institutioner i stor udstrækning.

### Efter kommunalreformen 1970
De markante boligblokke,  Farum Midtpunkt, stod færdige i 1975 og gav alene en tilvækst på 1.200 husstande og 5.000 mennesker. De fleste af de nye beboere var ”pendlere”, som arbejdede i københavnsområdet. S-togsnettet blev derfor i 1977 udvidet og ført frem til Farum.
Til styrkelse af den lokale handel åbnedes Akacietorvet i 1977 og butikscentret Farum bytorv i 1978.
Ved indgangen til 1980 havde Farum nået ca. 16.500 indbyggere og begyndte at stabilisere sig befolkningsmæssigt. En ret stor andel af indvandrere og flygtninge fra tredielande fik også bopæl i Farum, så ca. 10% af befolkningen var af udenlandsk herkomst eller anden generation af indvandrere.

### Nyeste tid
Borgmesterposten tilfaldt i 1985 Peter Brixtofte, der blev valgt på et program om økonomisk genopretning og årlige skattenedsættelser, hvilket skulle opnås ved en kombination af effektivisering, nedskæring af den kommunale administration, nedbringelse af ledigheden samt udlicitering af opgaver, som hidtil havde været varetaget af kommunen.
Disse initiativer blev i almindelighed opfattet som en succes og betød, at økonomien blev genoprettet, og der iværksattes en række projekter til gavn for byen. I denne periode blev der bl.a. opført nyt rådhus, og i 1992 indviedes kulturhuset.
I anden halvdel af 1990-erne udvikledes den såkaldte Farum-model, som var en salgs- og lejeaftale (sale and lease-back), der indebar, at kommunale bygninger og anlæg blev solgt til finansielle institutioner, som derefter udlejede dem til kommunen for en længere årrække.
Disse aftaler indbragte kommunekassen ganske betragtelige beløb, og der blev sat gang i prestigebyggerier som Farum Park, Farum Arena, tennishallen, marinaen ved Furesøbad etc. Samtidig fik byens pensionister ret til en årlig gratis ferierejse til det sydlige udland, alle skolebørn fik tildelt en pc, der byggedes ældreboliger og blev givet pladsgaranti i børneinstitutionerne etc.
Det viste sig senere, at alt dette medførte årlige kommunale driftsunderskud, som oversteg kommunens indtægter. Borgmesteren greb til at dække underskuddet ved uden om byrådet at optage to lån på henholdsvis 250 og 200 mio. kr. Yderligere lod borgmesteren kommunen betale for udgifter, som skulle være betalt af Farums professionelle fodboldklub, som han er formand for. Det sker bl.a. ved, at kommunens leverandører får lov at opkræve en overpris for varer og tjenester til kommunen mod at indbetale det for meget opkrævede som sponsorbidrag til boldklubben.
Borgmesteren udfordrede samtidig en lovgivningsregel, efter hvilken kommunen skulle deponere over 600 mio. kr. (svarende til opførelsesprisen for de nyopførte sportsanlæg).
I 2002 kom disse og andre forhold frem i de danske medier i den såkaldte Brixtofte-sag, og borgmesteren trådte tilbage umiddelbart inden, han ville være blevet suspenderet. Kommunen blev sat under administration af Indenrigsministeriet, og der udarbejdedes en genopretningsplan, som fra 2003 betød skatteforhøjelser og nedskæringer på det kommunale budget og ydelserne til borgerne.
I 2005 besluttedes det, at Farum og Værløse kommuner skulle slås sammen til én kommune i forbindelse med Strukturreformen.
Fra 2005 påbegyndtes opførelsen af en ny bydel i nordvest på Farum kasernes tidligere areal. Byggeriet, der har navnet Garnisonsparken, omfatter 220 boliger (ejerlejligheder). Det opføres i etaper, hvor første etape påbegyndtes juli 2005 med 73 lejligheder, og blev taget i brug september 2006. Helhedsplanen for kaserneområdet gav mulighed for at bygge i alt 1.200 boliger, fortrinsvis tæt-lavt byggeri

## Institutioner og bygninger i Farum

### Institutioner for børn, unge, og ældre
Farum har 4 folkeskoler (elevtal pr. 1.1.2004 anført i parentes):
- Solvangsskolen (699)
- Stavnsholtskolen (694)
- Lyngholmskolen (0 Lyngholmskolen åbnet 1.8.2009 af sammenlægningen af Bybæk- og Stenvadskolen)
- Furesø 10. klasse skole (53)

Desuden huser Farum Marie Kruses Skole, som er en privatskole med gymnasium
Kommunen driver Farum musikskole, som tilbyder instrumentalundervisning i en lang række musikinstrumenter.
Til børn og unge har kommunen 3 vuggestuer, 9 børnehaver, 10 fritidshjem, 9 integrerede institutioner og 3 fritidsklubber. Desuden anvendes kommunal dagpleje. Der er desuden opført et antal ungdomsboliger til unge under uddannelse.
På ældreområdet findes et plejecenter med plejeboliger samt et udbud af ældreboliger. Der er to aktivitetscentre for ældre i Farum.

### Kirker
Farum Sogn har to kirker:
- Farum Kirke
- Stavnsholt Kirke

Farum kirke, der er beliggende i den vestlige del af den nuværende Farum by, er Farums ældste bygning og er velbevaret. Apsis, kor og den østlige del af kirkeskibet er fra 1100-tallet og bygget af rå og kløvede kampesten med hjørner og vinduesåbninger af frådstensblokke. Kirken er en romansk kampestensbygning med kvadratisk kor med apsis samt et bredere skib. Kirkens ældste tilføjelse er våbenhuset foran skibets kvindedør, norddøren. Omkring år 1400 blev kirkeskibet forlænget mod vest og det nuværende kirketårn blev bygget til.
Stavnsholtkirken i den østlige del af Farum er tegnet af professor, arkitekt Johan Otto von Spreckelsen og indviet 1981. Den er arkitektonisk kendt og kan på afstand virke som en blanding af et pompøst fæstningsbyggeri og en moderne katedral. Klokketårnet er fritstående på pladsen foran kirken.
Kirken har næsten kvadratisk grundplan, og kirkerummet er kubisk med skråt afskårne hjørner. Alter, døbefont og prædikestol er udhugget af samme marmorblok fra Italien. Kirkebænkene er af eg og giver plads til 220 mennesker.
I tilslutning til kirkerummet findes et mindre sakristi og korrum samt et trapez-formet kapel. Fra kirkens våbenhus er der adgang til en sognegård.

### Idrætsanlæg
- Farum Park  er et fodboldstadion med 10.000 siddepladser. Det er hjemmebane for FC Nordsjælland, og banen er forsynet med lysanlæg. Farum Park indeholder desuden et konference-center med restaurant, ligesom der er hotelværelser og mødefaciliteter.

- Farum Arena er en ret ny, stor sportshal, hvortil er knyttet en nyrenoveret hal, en gymnastiksal og et bordtennisrum. I år 2000 blev Danish Open i badminton afholdt her.

- Farum tennishal omfatter 11 udendørs grusbaner, herunder 1 "centercourt" med tilskuerpladser. Desuden er der en hal med 6 indendørs baner.

- Farum squashhal med 4 baner.

- Stenvadhallen er en badmintonhal med 10 badmintonbaner.

- Farum kampsportcenter, hvor der dyrkes boksning, karate og judo.

- Farum Svømmehal har et 50 meter bassin og kan derfor benyttes til konkurrencer. Der er desuden vipper, rutschebane og springplatform i 5 meters højde. Den danske elitesvømmer Mette Jacobsen har ”hjemmebane” her.

- Furesøbad består af et søsportscenter, havneanlæg, badestrand, kiosk, anløbsbro for bådfarten på Furesø samt restaurant. Søsportscentret er hjemsted for roklubber, sejlklub og windsurfingklub. Badestranden har det blå flag og er anlagt med sandstrand og badebroer. Arealerne ved Furesøbad ejes af Skov- og Naturstyrelsen, men anlægget drives af Furesø Kommune.

- Hundetræningsbane findes ligeledes i kommunen.

### Indkøbscentre
- Farum Bytorv er et overdækket indkøbscenter med 50 butikker, beliggende lidt øst for Frederiksborgvej, mellem denne og Hillerød-motorvejen. Det oprindelige center blev åbnet i 1977, efter at et allerede påbegyndt projekt med opførelse af et storcenter blev nedstemt ved en folkeafstemning i 1974. Farum Bytorv blev overdækket i 1993. Til centret er knyttet 770 parkeringspladser, der kan benyttes uden betaling af parkeringsafgift.

- Farum Hovedgade og Akacietorvet. Før etableringen af Farum Bytorv foregik al den lokale handel i butikker i den meget lange Farum Hovedgade. For at bevare et butiksmiljø i hovedgaden og bevare butikker til betjening af Farums vestlige del er der dels taget initiativer til at gøre hovedgaden mere butiksvenlig, bl.a. ved at indføre trafikbegrænsning og trafikdæmpende foranstaltninger, og dels opførtes Akacietorvet i 1978 som et mindre center i gadens vestligste del.

### Andet
Byen har nærpolitistation, S-togsstation, Falckstation (med brand- og redningsmateriel) og adskillige bankfilialer.

## Natur
Farum har med sin beliggenhed ved de to store søer og med skovområder mod nord adgang til naturskønne omgivelser. Området er et bakket morænelandskab fra istiden, og i øvrigt præget af mange små søer, som stammer fra dødis-klumper fra denne tid.
- Farum Naturpark er et naturskønt område mod vest mellem Slangerup og Farum, blandt andet omfattende Mølleåens øvre løb. Området er en flodseng, dannet af en smeltevandsflod under sidste istid og strækker sig nu som en delvis skovbevokset linje gennem landskabet. Selve dalen har høje skrænter ned mod den lille å.

- Stavnsholtkilen er et område, som i det østlige Farum strækker sig fra Furesøen til Sjælsø og videre til skovene i nord og vest. Det er en spredningskorridor for dyr og planter med flere biotoper, der foruden skovene omfatter engområder mod Furesø og ca 150 småsøer og vandhuller. I den nordlige del bliver det en del af Den Grønne Ring, som er udlagt i den kommende Regionplan 2005 for området omkring København. Der er udarbejdet fredningsforslag for området.

## Erhvervsliv
Foruden butiksområderne i indkøbscentret og langs Farum Hovedgade findes et væsentligt industrikvarter i Farums nordvestlige del. Antallet af arbejdspladser svarer nogenlunde til den arbejdskraft, som er til stede i kommunen, men besættes naturligvis ikke lokalt, fordi mange indbyggere pendler til arbejdspladser i københavns-området.
Virksomhederne hører alle til gruppen små- og mellemstore virksomheder (SMV-er).
Ifølge lov om miljøbeskyttelse fører kommunen selv tilsyn med virksomhederne i kommunen. Antallet af virksomheder under tilsyn udgjorde følgende (i miljøbeskyttelseslovens forstand) pr. 31. december 2004:
- 11 Listevirksomheder
- 43 Anmeldevirksomheder
- 21 Autoværksteder
- 250 Andre virksomheder (§42)

Landbruget omfatter kun 12 bedrifter, alle med dyrehold.
Særlige virksomheder:
- Pen-Sam, som er en finansiel koncern indenfor pensionsområdet, er byens største, private arbejdsplads.
- FC Nordsjælland – er en fodboldklub med professionel fodbold, som fra 2002 har spillet i den danske Superliga. Klubben er den professionelle overbygning på amatørklubben Farum Boldklub og er organiseret som et aktieselskab under navnet FC Nordsjælland A/S. Klubben lejer bane og faciliteter i Farum Park af Furesø Kommune.
- Furesøens Mediecenter A/S udgiver ugentligt lokalaviserne Farum Avis, Værløse Avis og Birkerød Avis. Farum Avis udkommer i et oplag på 11.100 og uddeles foruden i Farum også i Lynge by i Allerød Kommune.
- Netdesign A/S, som arbejder indenfor ip-telefoni og edb-netværk, er et datterselskab af TDC Totalløsninger A/S. Virksomheden har under skiftende ejerforhold opnået udmærkelser for sin vækst, bl.a. ved 7 gange at blive kåret som "gazelle-virksomhed" af Dagbladet Børsen.

## Foreninger
Kommunen er hjemsted for ganske mange foreninger, der dækker et vidt område:
- Foreninger for alle de politiske partier
- Erhvervsliv og handel
- Voksenuddannelser
- Sport, hvor klubberne dækker et meget bredt udsnit af de gængse sportsgrene
- Spejderkorps
- Lokalhistorie, natur og miljø
- Kulturelle aktiviteter (dans, musik, film, teater, kunst osv.).
- Etniske klubber og venskabsforeninger.
- En delebilsforening.

## Seværdigheder og kultur
- Kumbelhaven er en park, som ligger i Farums centrum og danner en slags forbindelse mellem Stationstorvet og Williams plads på den ene side af Frederiksborgvej og Rådhustorvet med rådhuset og indkøbscentret Farum Bytorv på den anden side. Kumbelhaven har sin oprindelse i en udstilling i Farum kulturhus i 1992, hvor der blandt det udstillede var et superelliptisk toiletsæde, skabt af Piet Hein. Denne dukkede op til udstillingen, og kontakten her blev til flere initiativer. Et af disse var en retrospektiv udstilling i 1995 dedikeret til Piet Hein med titlen: "Piet Hein – det universelle menneske". Under planlægningen fremkom idéen om Kumbelhaven, og den åbnedes samtidig med udstillingen. I haven har Piet Hein skabt en labyrint ved hjælp af brosten og bede, og i labyrintens centrum findes hans tredimensionale superellipse "superægget" i bronze. Parken er senere (år 2000) udvidet med yderligere tre bronzeskulpturer: Piet Heins trefoldige "Danmarksglobus", en statue af Kumbel-manden (der kendes fra illustrationer til mange af Piet Heins kendte Gruk) og desuden en buste af Piet Hein selv.

- Skulpturparken er en stor plæne med spredte bevoksninger midt i Farum Hovedgade og beliggende mellem denne og Farum sø. Her er opstillet 8 meget forskellige skulpturer i natursten, udført af 1 dansk og 7 udenlandske kunstnere i 1999. Selve udførelsen af skulpturerne skete i form af et åbent værksted, hvor alle kunne se værkerne blive skabt i løbet af august måned med fernisering søndag d. 29. august 1999. Den israelske skulptør Yaël Artsi var den, der oprindelig lancerede ideen. De otte skulpturer og deres skabere er:

1. "The Cloud" Yaël Artsi (Israel)
2. "Meditative Place" Jun-Ichi Inoue (Japan)
3. "Clair de Lune" Nicolas Bertoux (Frankrig)
4. "Earth Weaving" Tetsuo Harada (Japan)
5. "Vandvogteren" Jesper Neergaard (Danmark)
6. "Bulls" Kemal Tufan (Tyrkiet)
7. "Playful Waves" Cynthia Sah (Hong Kong)
8. "Se ind i lyset" Pål Svensson (Sverige)

- Amfi-scenen er en lille, udendørs teaterscene udformet i klassisk græsk stil og beliggende ved boligblokkene Farum Midtpunkt. Den består af 7 tilskuerrækker over hinanden i et cirkelafsnit, og giver plads til 400 tilskuere. Tilskuerpladsernes hævning er opnået ved, at de er bygget ind i en støjvold mod en vej. Teatret er opført af kommunen i 2002.

- Kulturhuset er en renoveret og udbygget tidligere skolebygning, som nu giver husrum til en række institutioner og aktiviteter på kulturområdet. Huset benyttes af såvel de enkelte borgere som en række foreninger, hvoriblandt kan nævnes "Billedskolen" og "Film Art skolen". Kulturhuset rummer bl.a.:

1. "Grafen", som er en kombineret teatersal og biograf
2. Farum bibliotek
3. Farum musikskole
4. Farum museum og lokalarkivs administration og en "lokalarkiv-læsesal", hvor arkivalier, fotografier, tryksager, aviser o.a. fra de sidste to hundrede år af Farums historie kan gennemses.
5. 5 gallerier med udstillinger af skulpturer, malerier, fotos osv. Et galleri er forbeholdt arbejder fra børnene i Farums børneinstitutioner.
6. 3 værksteder, hvor borgerne kan komme og arbejde under vejledning. Det er et metalværksted, et keramikværksted og et atelier til passepartoutskæring
7. En aviscafé, hvor man kan mødes, læse aviser eller blot tale sammen.

## Galleri
- Stavnsholtkirken fra øst - lidt på afstand.
- Piet Heins solur på Williams Plads i Farum.
- Farum sø med Klavs Nars holm i baggrunden. Set mod sydøst.
- Ruin og tidl. voldgrav ved Farumgård.
- Farum Naturpark, Mølleådalen. Flodleje fra sidste istid. Retning mod Slangerup.